# Christoph Höhne
Christoph Höhne (* 12. Februar 1941 in Borsdorf, Sachsen) ist ein ehemaliger deutscher Leichtathlet und Olympiateilnehmer, der – für die DDR startend – in den 1960er und 1970er Jahren zu den weltbesten 50-km-Gehern gehörte. Er wurde 1968 in Mexiko-Stadt Olympiasieger sowie zweimal Europameister, 1969 und 1974.

## Leben
Höhnes Olympiasieg 1968 ging in die Geschichte des Gehersports ein, da er mit einem Vorsprung von zehn Minuten vor dem Zweiten ankam. Zu den Episoden des Kalten Krieges im Sport gehörte seine Teilnahme an den Olympischen Spielen 1972 in München: Am Abend vor dem Wettkampf wurde er anonym bei der DDR-Mannschaftsleitung denunziert. Angeblich wollte er während des 50-km-Wettkampfes am folgenden Tag flüchten. Die DDR-Funktionäre schenkten dem zwar keinen Glauben, Christoph Höhne ging jedoch entnervt an den Start und wurde nur Vierzehnter. Höhne war seit 1967 eng mit dem westdeutschen Geher Bernhard Nermerich befreundet, was nicht bekannt werden durfte. Nermerich kam häufig zur Leipziger Messe und beide Sportler trainierten dann zusammen im Leipziger Umland.
Nach seiner Sportlerlaufbahn studierte er Fotografie und wurde in der DDR ein bekannter Sportfotograf; unter anderem erhielt er 1978 bei der Internationalen Sportfotoausstellung in Reus (Spanien) eine Goldmedaille. Er arbeitete für die Tageszeitungen Junge Welt und Sportecho, nach dem Ende der DDR selbstständig.
Christoph Höhne startete für den SC Dynamo Berlin und trainierte bei Max Weber, dem Dritten der Europameisterschaften 1958 im 50-km-Gehen. In seiner aktiven Zeit war er 1,71 m groß und wog 62 kg.

## Erfolge im Einzelnen im 50-km-Gehen
- 1962 – Europameisterschaften: Platz 4 (4:29:37,8 h)
- 1964 – Olympische Spiele: Platz 6 (4:17:42 h)
- 1968 – Olympische Spiele: Platz 1 (4:20:14 h)
- 1969 – Europameisterschaften: Platz 1 (4:13:32,8 h)
- 1971 – Europameisterschaften: Platz 2 (4:04:45,2 h)
- 1972 – Olympische Spiele: Platz 14 (4:20:44 h)
- 1974 – Europameisterschaften: Platz 1 (3:59:06,6 h)

## Auszeichnungen (Auswahl)
- 1968 und 1974: Vaterländischer Verdienstorden in Silber